# Пон-Сен-Венсан
Пон-Сен-Венса́н (фр. Pont-Saint-Vincent) — коммуна во французском департаменте Мёрт и Мозель, региона Лотарингия. Относится к кантону Нёв-Мезон.

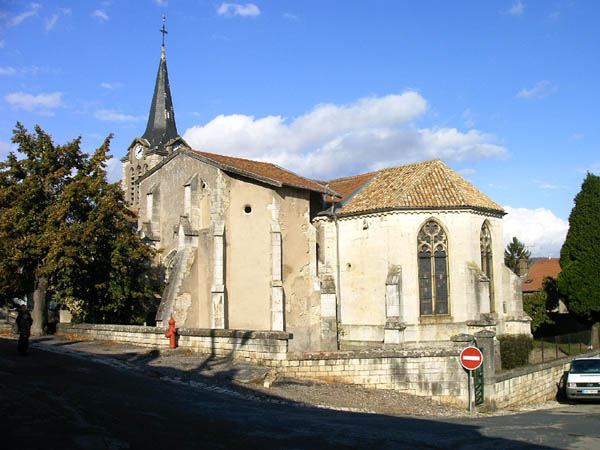
Пон-Сен-Венсен, Церковь Сен-Жюльен-де-Бриуд (15-17 века).

## География
Пон-Сен-Венсан расположен в 12 км на юго-восток от Нанси. Стоит при впадении реки Мадон в Мозель.

## Демография
Население коммуны на 2010 год составляло 1968 человек.
| 1962 | 1968 | 1975 | 1982 | 1990 | 1999 | 2010 |
| ---- | ---- | ---- | ---- | ---- | ---- | ---- |
| 2490 | 2540 | 2347 | 2143 | 2069 | 2054 | 1968 |